# Orchestre symphonique de Téhéran
L'orchestre symphonique de Téhéran, fondé en 1937, est l'un des principaux orchestres symphoniques d'Iran. 

## Historique
Cet orchestre a été fondé par Parviz Mahmoud, à partir de l'orchestre symphonique de Baladieh qui était dirigé par Gholam-Hossein Minbashian. Mahmoud est aidé par l'un de ses collaborateurs, Rouben Gregorian, formé en France, pour mettre en place l'orchestre. En 1949, quand Mahmoud émigre aux États-Unis, Gregorian lui succède à la tête de l'orchestre. 
De 1951 à 1957, les chefs d'orchestre changent assez souvent : Rouben Safarian, Serge Houtcieff, Heshmat Sandjari passent un an chacun à la tête de l'orchestre, et Morteza Hannaneh restera deux ans. De 1957 à 1960, l'orchestre est dirigé par l'Autrichien Heimo Teuber. En 1960, Sandjari, qui était parti parfaire sa culture musicale à l'étranger, revient en Iran et prend la direction de l'orchestre jusqu'en 1972. 
En 1967, une salle de musique appelée Roudaki est construite, en particulier pour accueillir des opéras. Cette salle de 1 600 places offrait de nombreuses possibilités à l'orchestre symphonique de Téhéran. 
Sous la direction de Sandjari, des chefs d'orchestre et solistes iraniens et étrangers sont engagés pour jouer avec l'orchestre symphonique ; on peut citer parmi eux : Yehudi Menuhin, Isaac Stern, Witold Lutosławski, Lili Kraus, Andor Földes, Zubin Mehta, Philippe Entremont, Claudio Arrau et Raffi Petrossian pour les non-iraniens, ou encore Ebrahim Rouhifar, Farid Farjad, Novin Afrouz, Tanja Aschot, George Martirussian, Frahad Sandjari, Loris Tcheknavorian et Alexander Rahbari. 
Heshmat Sandjari continue sa carrière à l'étranger alors que Farhad Meshkat devient son successeur. Des concerts ont alors lieu tous les mois jusqu'à la révolution islamique de 1979, qui arrête pour un temps toute activité culturelle. Après la révolution, l'orchestre a principalement été dirigé par Fereydoun Nasseri, alors que Sandjari dirigeait toujours officiellement (et sous contrôle) l'orchestre. À la mort de Sandjari, Nasseri devient officiellement son successeur. 
Après la démission de Nasseri en 2004, Manoucher Sahbai devient le nouveau chef d'orchestre pour un an. En 2005, Alexander Rahbari est invité à diriger l'orchestre, mais il démissionne après quelques mois pour des problèmes administratifs. Après Rahbari, Nader Mashayekhi devient chef d'orchestre de l'orchestre symphonique pendant deux ans (2006-2008).

## Chefs d'orchestre principaux
- Parviz Mahmoud (1946–1948)
- Rouben Gregorian (1948–1951)
- Morteza Hannaneh (1952–1954)
- Heimo Teuber (1957–1960)
- Heshmat Sanjari (1960–1972)
- Farhad Meshkat (1972–1978)
- Nader Mortezapour (1982–1984)
- Fereydoun Nasseri (1990-2004)
- Manoucher Sahbai (2004-2005)
- Alexander Rahbari (2005)
- Nader Mashayekhi (2006–2008)
- Manuchehr Sahbai (2008-2010)
- Alexander Rahbari (2015–2016)
- Shahrdad Rouhani (depuis 2016)